# 昆特管

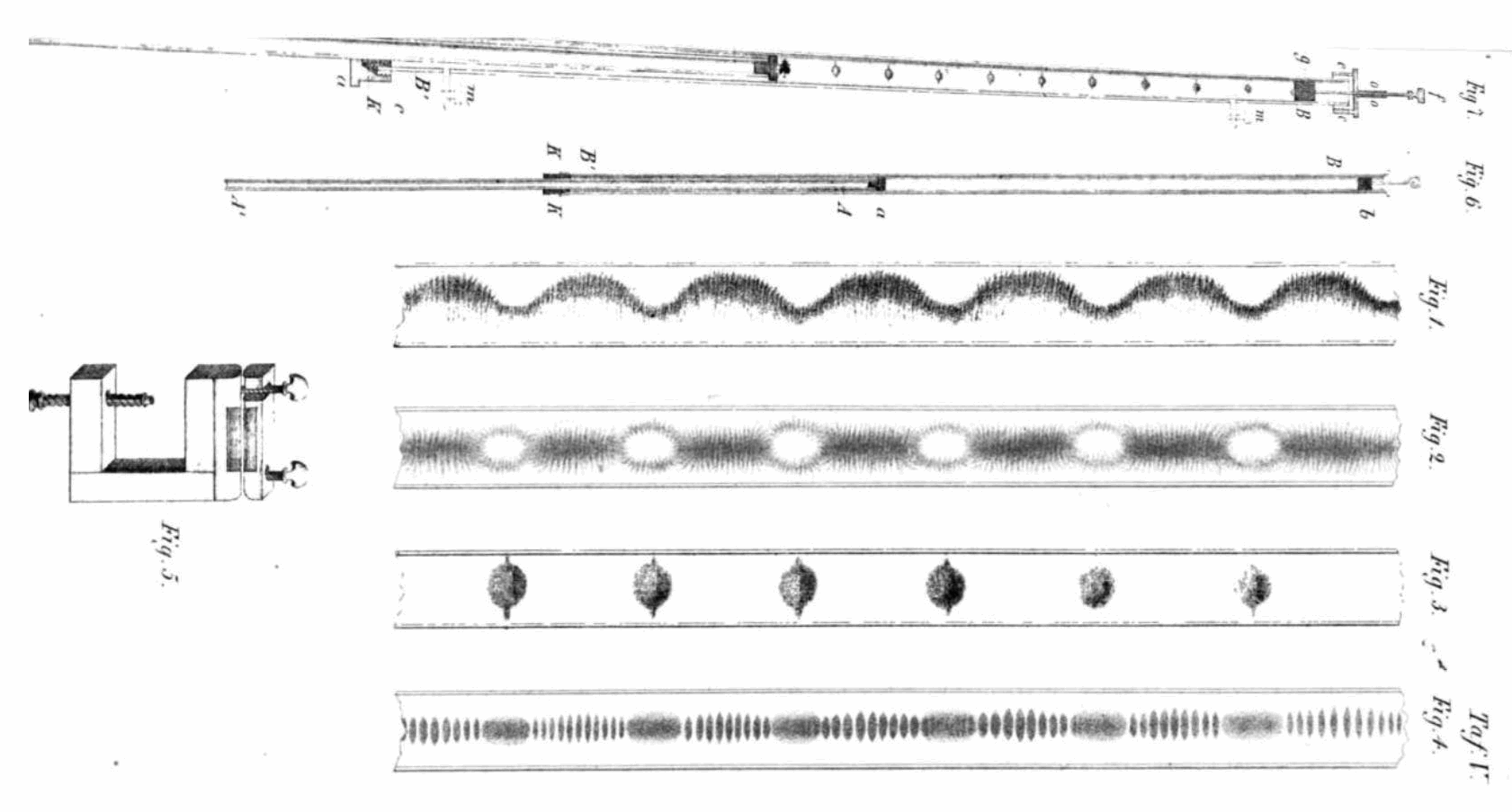
昆特1866年在物理年鉴发表的论文。表示昆特的管装置（上图6、7）和使用的粉（图1、2、3、4）。

昆特管是一种声学实验装置，在1866年由德国物理学家奥古斯都·昆特发明，用于测量气体或固体杆中的声速。 现在一般用它来展示駐波和声压。

## 工作原理
昆特管是一个含有少量细微粉末的透明水平管，这些粉末可以是软木灰、滑石粉或石松粉，现在也常用液体（如水或煤油）来实现。在管的一端是一个单一频率的声源（一个纯音），昆特当时使用的是一个金属棒共鸣器，通过摩擦它引起震动发出声响，但是现在通常使用一个产生正弦波的信号发生器，并连接一个揚聲器。管的另一端被一个活塞锁定，它可用于调整管的长度。
首先打开发声器并调节活塞，使管中的声音突然变得更响。此时昆特管正在共振，即从管一端出发的入射波，和被另一端反射得到的反射波，之间相差了波长的整数倍。此时，管的长度等于整数个半波长，两列声波叠加为驻波，振幅为零的点以一定的空间间隔沿管排列，称为波节，此处空气较平静，粉末漂浮在流动空气中或沉降下来。 而振幅最大的点处于两波节之间，称为波腹，此处粉末会大幅振动。相邻波节（或波腹）之间的距离是半个波长。通过测量这个距离，可以求得声波波长λ。如果已知频率f，可以求得空气中的声速u：
{\displaystyle u=\lambda f\,}
更精确的说，粉末的运动实际上是受声流影响，而这些声流是由声波与管内表面空气的邊界層相互作用引起。

## 拓展阅读
- Hortvet, J. (1902). A manual of elementary practical physics. Minneapolis: H.W. Wilson. Page 119+.